# Uxellus
Uxellus war nach der Keltischen Mythologie eine gallische Gottheit, die in der Interpretatio Romana mit Jupiter gleichgesetzt wurde.

## Mythologie und Etymologie
Die Gottheit Uxellus erscheint in zwei Inschriften. Eine bronzene Tafel, deren Herkunft nicht bekannt ist und die in Paris aufbewahrt wird, könnte auch eine Fälschung sein. Die andere Inschrift (mit der Namensform Uxelius) stammt aus Hyères im französischen Département Var. Seine Funktion ist nicht bekannt, es wird eine Berg- oder Vatergottheit vermutet.
Eine Zusammensetzung aus der erschlossenen proto-indogermanischen Wurzel *ow(x)selo- („hoch“, „erhöht“, „erhaben“) und der lateinischen Endung -us gilt als gesichert. Der Name bedeutet also „der Hohe“ oder „der auf dem erhöhten Orte“. Ein direkter Zusammenhang mit der Namensvariante Uxellinus (auch Uxellimus) wird angenommen. Diese wird in einer Inschrift aus Laško (Slowenien) als Jupiter-Beiname genannt (I(ovi) O(ptimo) M(aximo) / Uxellimo).
Eine weitere Namensvariante war wohl Uxovinus in einer Inschrift aus Apt im Département Vaucluse.